# Sebastian Griesbeck
Sebastian Griesbeck (Ulma, 3 ottobre 1990) è un calciatore tedesco, centrocampista dello Start.

## Palmarès

### Club

#### Competizioni nazionali
- 3. Liga: 1

Heidenheim: 2013-2014